# Vitamina F
A vitamina F (Ácido graxo essencial) é solúvel na gordura, sendo composta por ácidos graxos insaturados obtidos de alimentos.
Dizem que é uma vitamina que causa a felicidade e que pode substituir o café caso seja consumida diariamente, apesar de não ser comprovado por estudos aprofundados.
A gordura insaturada ajuda a queimar a gordura saturada, com ingestão na proporção de dois para um.
O consumo muito alto de carboidratos aumenta a necessidade da vitamina F.

## Benefícios
- Previne o depósito de colesterol nas artérias.
- Contribui para a saúde da pele e dos cabelos.
- Protege contra os efeitos danosos dos raios X.
- Favorece o crescimento e o bem-estar, influindo sobre a atividade glandular e colocando o cálcio à disposição das células.
- Combate enfermidades cardíacas.
- Ajuda na redução de peso, queimando as gorduras saturadas.

## Doenças causadas pela deficiência
- Eczema
- Acne